# Nucléoprotéine

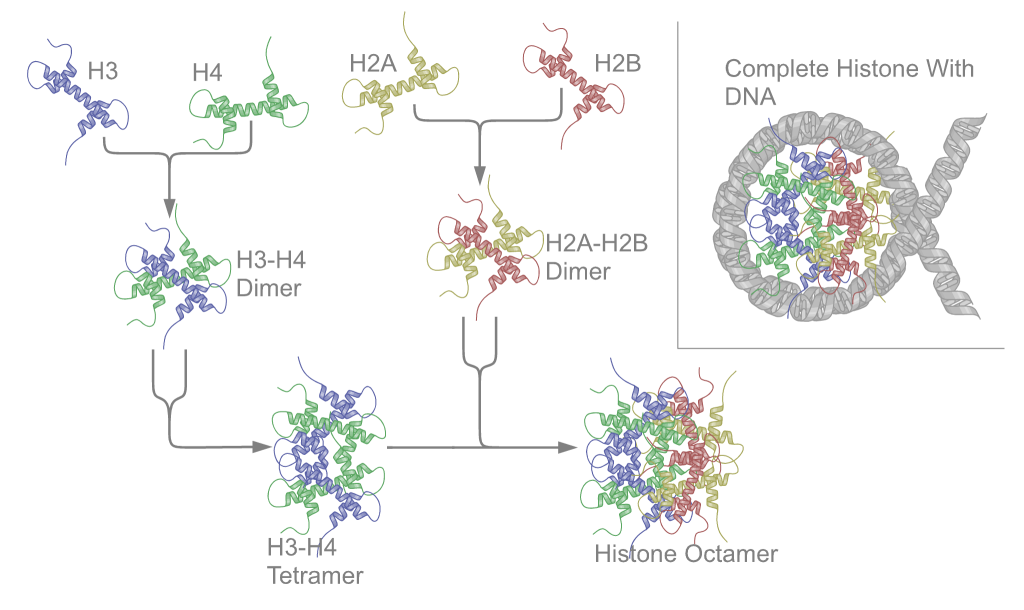
Un nucléosome est une combinaison d'ADN + protéines histones.

Les nucléoprotéines sont des protéines conjuguées à des acides nucléiques (soit ADN soit ARN). Les nucléoprotéines typiques comprennent les ribosomes, les nucléosomes et les protéines de la nucléocapside virale.

## Structures

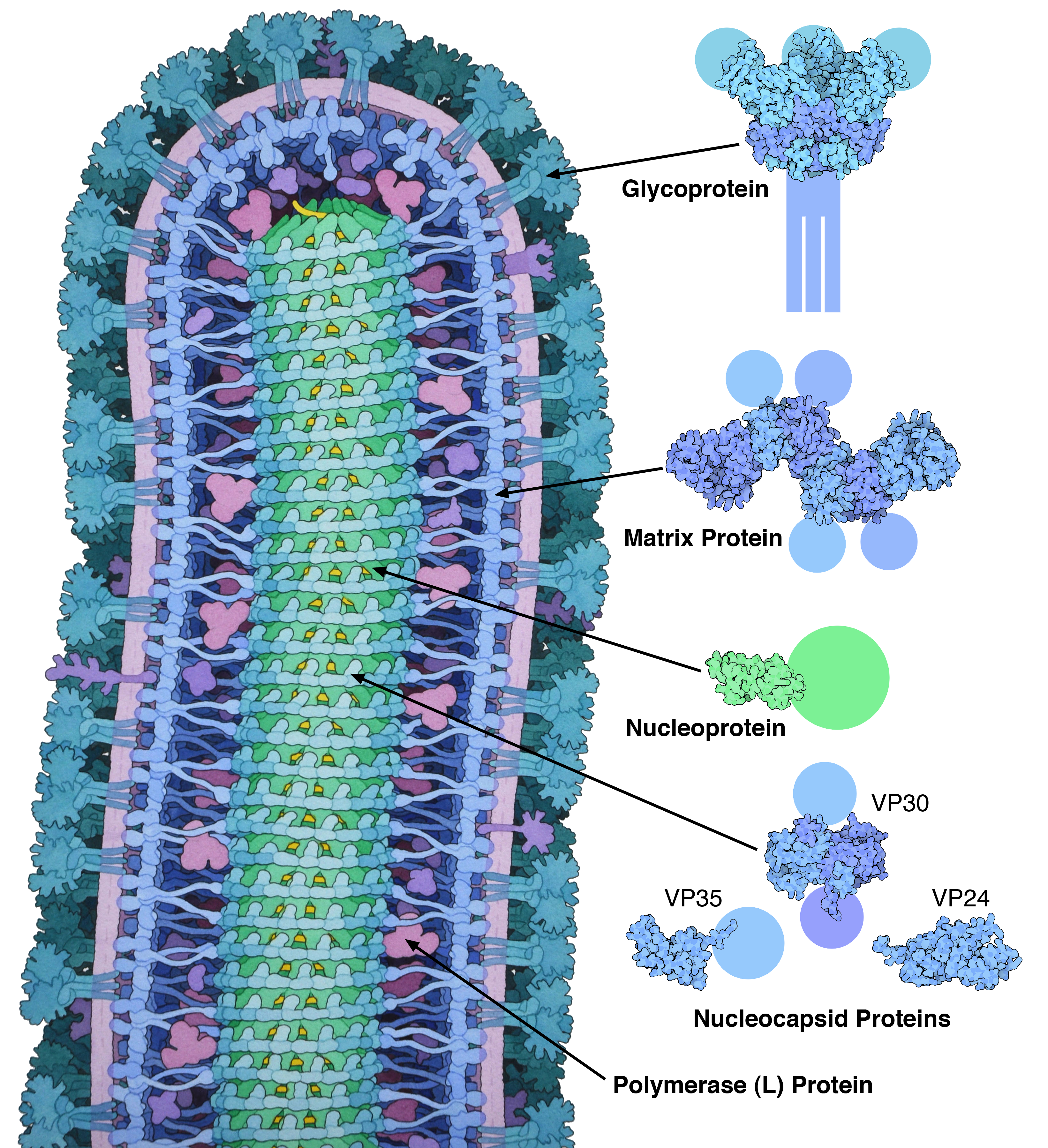
Dessin en coupe de la particule du virus Ebola, avec les structures des principales protéines représentées et étiquetées à droite

Les nucléoprotéines ont tendance à être chargées positivement, facilitant l'interaction avec les chaînes d'acide nucléique chargées négativement. Les structures tertiaires et les fonctions biologiques de nombreuses nucléoprotéines sont comprises,. Les techniques importantes pour déterminer les structures des nucléoprotéines comprennent la diffraction des rayons X, la résonance magnétique nucléaire et la cryomicroscopie électronique.

### Virus
Les génomes viraux (ADN ou ARN) sont extrêmement serrés dans la capside virale,. De nombreux virus ne sont donc guère plus qu'une collection organisée de nucléoprotéines avec leurs sites de liaison pointant vers l'intérieur. Les nucléoprotéines virales structurellement caractérisées comprennent la grippe, la rage, Ebola, Bunyamwera, Schmallenberg, Hazara, la fièvre hémorragique de Crimée-Congo, et Lassa.

## Désoxyribonucléoprotéines
Une désoxyribonucléoprotéine (DNP) est un complexe d'ADN et de protéine. Les exemples prototypiques sont les nucléosomes, des complexes dans lesquels l'ADN génomique est enroulé autour d'amas de huit protéines histones dans les noyaux des cellules eucaryotes pour former la chromatine. Les protamines remplacent les histones lors de la spermatogenèse.

### Les fonctions
Les désoxyribonucléoprotéines les plus répandues sont les nucléosomes, dont le composant est l'ADN nucléaire. Les protéines associées à l'ADN sont les histones et les protamines ; les nucléoprotéines résultantes sont situées dans les chromosomes. Ainsi, le chromosome entier, c'est-à-dire la chromatine chez les eucaryotes, est constitué de telles nucléoprotéines,.
Dans les cellules eucaryotes, l'ADN est associé à une masse à peu près égale de protéines histones dans un complexe nucléoprotéique très condensé appelé chromatine. Les désoxyribonucléoprotéines de ce type de complexe interagissent pour générer un complexe régulateur multiprotéique dans lequel l'ADN intervenant est bouclé ou enroulé. Les désoxyribonucléoprotéines participent à la régulation de la réplication et de la transcription de l'ADN.
Les désoxyribonucléoprotéines sont également impliquées dans la recombinaison homologue, un processus de réparation de l'ADN qui semble être presque universel. Une étape intermédiaire centrale dans ce processus est l'interaction de plusieurs copies d'une protéine recombinase avec de l'ADN simple brin pour former un filament DNP. Les recombinases utilisées dans ce processus sont produites par des archées (recombinase RadA), par des bactéries (recombinase RecA) et par des eucaryotes de la levure à l'homme (recombinases Rad51 et Dmc1).

## Ribonucléoprotéines
Une ribonucléoprotéine (RNP) est un complexe d'acide ribonucléique et de protéine de liaison à l'ARN. Ces complexes jouent un rôle essentiel dans un certain nombre de fonctions biologiques importantes, notamment la transcription, la traduction et la régulation de l'expression des gènes  et la régulation du métabolisme de l'ARN. Quelques exemples de RNP comprennent le ribosome, l'enzyme télomérase, les ribonucléoprotéines voûtées, la RNase P, le hnRNP et les petits RNP nucléaires (snRNP), qui ont été impliqués dans l'épissage du pré-ARNm (spliceosome) et sont parmi les principaux composants du nucléole. Certains virus sont de simples ribonucléoprotéines, contenant une seule molécule d'ARN et un certain nombre de molécules de protéines identiques. D'autres sont des complexes ribonucléoprotéiques ou désoxyribonucléoprotéiques contenant un certain nombre de protéines différentes et exceptionnellement plus de molécules d'acide nucléique. Actuellement, plus de 2000 RNP sont répertoriées dans la banque de données sur les protéines (PDB) du RCSB. De plus, la base de données d'interface protéine-ARN (PRIDB) possède une collection d'informations sur les interfaces ARN-protéine basée sur des données tirées de la PDB. Certaines caractéristiques communes des interfaces protéine-ARN ont été déduites sur la base de structures connues. Par exemple, les RNP dans les snRNP ont un motif de liaison à l'ARN dans leur protéine de liaison à l'ARN. Les résidus d'acides aminés aromatiques dans ce motif entraînent des interactions d'empilement avec l'ARN. Les résidus de lysine dans la partie hélicoïdale des protéines de liaison à l'ARN aident à stabiliser les interactions avec les acides nucléiques. Cette liaison d'acide nucléique est renforcée par l'attraction électrostatique entre les chaînes latérales positives de lysine et les squelettes négatifs de phosphate d'acide nucléique. De plus, il est possible de modéliser les RNP par calcul. Bien que les méthodes informatiques de déduction des structures RNP soient moins précises que les méthodes expérimentales, elles fournissent un modèle approximatif de la structure qui permet de prédire l'identité d'acides aminés et de résidus nucléotidiques significatifs. Ces informations aident à comprendre la fonction globale de la RNP.
RNP peut également faire référence à des particules de ribonucléoprotéines. Les particules de ribonucléoprotéines sont des foyers intracellulaires distincts pour la régulation post-transcriptionnelle. Ces particules jouent un rôle important dans la réplication du virus de la grippe A. Le génome viral de la grippe est composé de huit particules ribonucléoprotéiques formées par un complexe d'ARN de sens négatif lié à une nucléoprotéine virale. Chaque RNP porte avec lui un complexe ARN polymérase. Lorsque la nucléoprotéine se lie à l'ARN viral, elle est capable d'exposer les bases nucléotidiques qui permettent à la polymérase virale de transcrire l'ARN. À ce stade, une fois que le virus pénètre dans une cellule hôte, il sera prêt à commencer le processus de réplication.

### Anticorps anti-RNP
Les anticorps anti-RNP sont des auto-anticorps associés à la maladie mixte du tissu conjonctif et sont également détectés chez près de 40 % des patients atteints de lupus érythémateux. Deux types d'anticorps anti-RNP sont étroitement liés au syndrome de Sjögren : SS-A (Ro) et SS-B (La). Les auto-anticorps anti-snRNP sont appelés anticorps anti-Smith et sont spécifiques du LED. La présence d'un niveau significatif d'anti-U1-RNP sert également d'indicateur possible de MCTD lorsqu'il est détecté en conjonction avec plusieurs autres facteurs.

### Les fonctions
Les ribonucléoprotéines jouent un rôle de protection. Les ARNm ne se présentent jamais sous forme de molécules d'ARN libres dans la cellule. Ils s'associent toujours aux ribonucléoprotéines et fonctionnent comme des complexes ribonucléoprotéiques.
De la même manière, les génomes des virus à ARN à brin négatif n'existent jamais en tant que molécule d'ARN libre. Les ribonucléoprotéines protègent leurs génomes de la RNase. Les nucléoprotéines sont souvent les principaux antigènes des virus car elles possèdent des déterminants antigéniques spécifiques à la souche et au groupe.

## Voir également
- Protéine de liaison à l'ADN
- Protéine de liaison à l'ARN